# Peschiera Borromeo
Peschiera Borromeo es un municipio de la provincia de Milán (Italia). 

## Evolución demográfica
| Gráfica de evolución demográfica de Peschiera Borromeo entre 1861 y 2001 |
|                                                                          |
| Fuente ISTAT - elaboración gráfica de Wikipedia                          |